# 잉카 가르실라소 데라베가

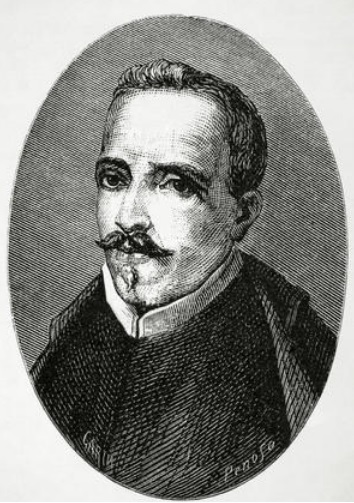

잉카 가르실라소 데라베가(스페인어: Inca Garcilaso de la Vega, 1539년 ~ 1616년)는 스페인 제국 당시의 페루 부왕령 출신의 연대기 작가이다.